# Айлиш, Билли
Би́лли А́йлиш Па́йрат Бэрд О’Ко́ннелл (англ. Billie Eilish Pirate Baird O'Connell; род. 18 декабря 2001[…], Лос-Анджелес, Калифорния, США) — американская певица и автор-исполнитель. Впервые она привлекла внимание публики в 2015 году благодаря дебютному синглу «Ocean Eyes», написанному и спродюсированному её братом Финнеасом О’Коннеллом, с которым продолжает сотрудничать в музыке и на концертах. В 2017 году вышел её первый мини-альбом Don’t Smile at Me, добившийся коммерческого успеха и вошедший в топ-15 чартов многих стран, включая США, Великобританию, Канаду и Австралию.
Дебютный студийный альбом Айлиш When We All Fall Asleep, Where Do We Go? (2019) сразу возглавил американский Billboard 200 и британский UK Albums Chart, став одним из самых продаваемых альбомов года. Сингл «Bad Guy» сделал её первым исполнителем, родившимся в XXI веке, чья песня достигла вершины Billboard Hot 100 и получила бриллиантовую сертификацию Американской ассоциации звукозаписывающих компаний (RIAA). Год спустя Айлиш исполнила заглавную тему «No Time to Die» для фильма о Джеймсе Бонде «Не время умирать» — эта композиция возглавила британский чарт и принесла ей премию «Оскар» за лучшую оригинальную песню в 2022 году. Её последующие синглы «Everything I Wanted», «My Future», «Therefore I Am» и «Your Power» также вошли в топ-10 чартов США и Великобритании.
Второй студийный альбом Happier Than Ever (2021) занял первые места в чартах 25 стран. Песня «What Was I Made For?», написанная и исполненная Айлиш для фэнтези-фильма «Барби» (2023), стала её вторым синглом номер один в Великобритании и принесла ей второй «Оскар». Её третий альбом Hit Me Hard and Soft (2024) получил признание критиков и подарил миру два хита, вошедших в топ-5 американского чарта: «Lunch» и «Birds of a Feather», причём последний стал её первым синглом номер один в глобальном чарте Billboard Global 200.
Билли Айлиш — обладательница множества наград, включая два «Оскара», девять премий «Грэмми», две American Music Awards, двадцать рекордов Книги рекордов Гиннесса, семь MTV Video Music Awards, четыре Brit Awards и два «Золотых глобуса». Она стала вторым артистом в истории «Грэмми», выигравшим все четыре основные номинации — «Запись года», «Альбом года», «Песня года» и «Лучший новый исполнитель» — в один год. Также Айлиш — первый человек, родившийся в XXI веке, получивший «Оскар», и самый молодой двукратный лауреат этой премии. Журнал Time включил её в списки Time 100 Next (2019) и Time 100 (2021). По данным RIAA и Billboard, она входит в число 26 самых сертифицированных исполнителей по цифровым синглам и является одной из самых успешных артисток 2010-х годов. В декабре 2022 года Айлиш была названа одной из 100 женщин по версии BBC. Помимо музыки, она известна своей общественной деятельностью, выступая в поддержку борьбы с изменением климата, репродуктивных прав женщин и гендерного равенства.

## Ранние годы

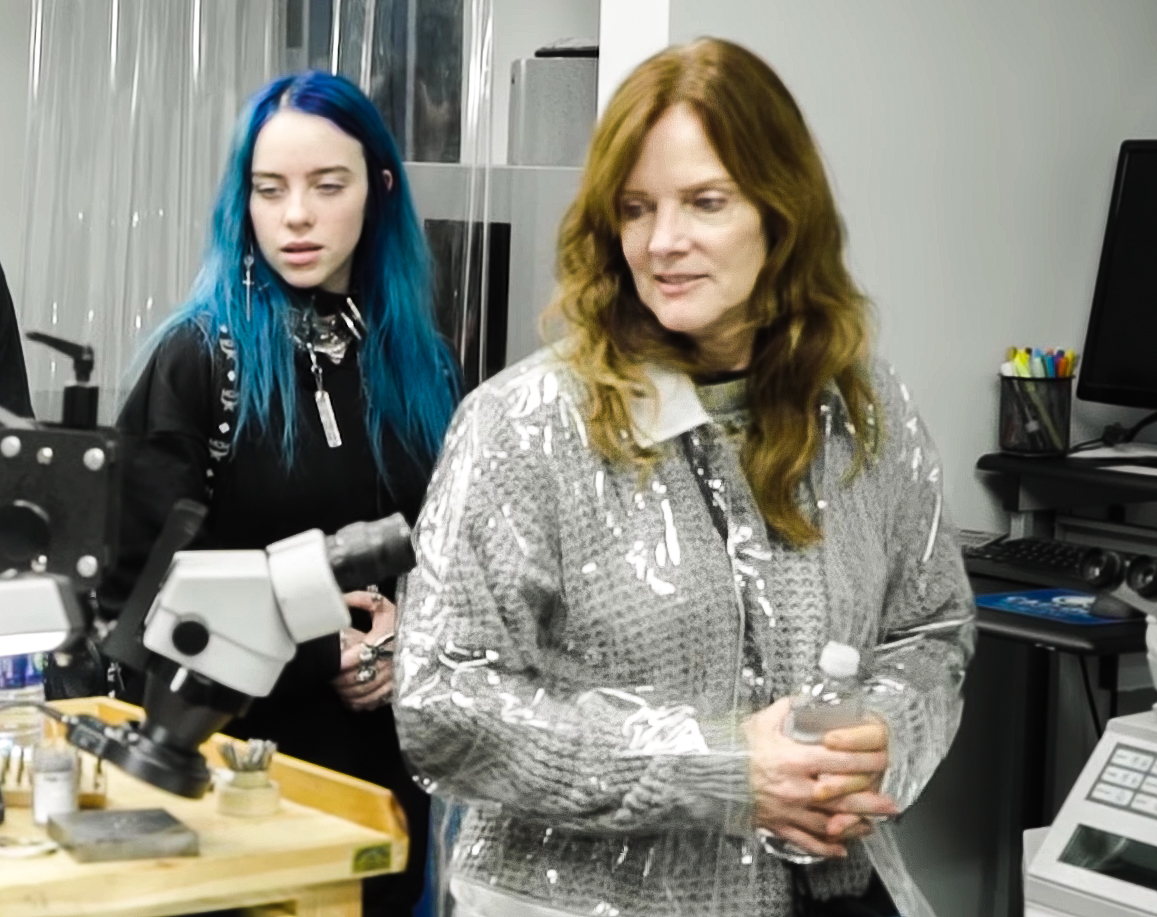
Айлиш с матерью в ноябре 2018 года

Билли Айлиш Пайрат Бэрд О’Коннелл родилась 18 декабря 2001 года в Лос-Анджелесе. Её родители — актриса и преподаватель Мэгги Бэрд и актёр Патрик О’Коннелл, также занимаются музыкой и участвуют в турах дочери. По происхождению Айлиш имеет ирландские и шотландские корни. Она была зачата путём экстракорпорального оплодотворения. Изначально её планировали назвать Айлиш, а Пайрат должно было стать вторым именем, но после смерти деда по материнской линии, Уильяма Бэрда, родители решили дать ей имя Билли в его честь. Детство певицы прошло в районе Хайленд-Парк в Лос-Анджелесе.
Билли и её старший брат Финнеас (род. 1997) находились на домашнем обучении, которое проводила их мать. Такое решение родители приняли, чтобы больше времени уделять детям и позволить им свободно развивать свои интересы. Мэгги Бэрд научила их основам написания песен. По словам Айлиш, вдохновением для занятий музыкой стали её брат и мать. Родители поощряли творческие начинания детей, будь то музыка, танцы, актёрское мастерство или рисование.
С шести лет Билли начала играть на укулеле, выступала на школьных конкурсах талантов, а в восемь лет вступила в Лос-Анджелесский детский хор. В одиннадцать она написала свою первую полноценную песню для маминого урока по сочинению музыки — композиция была посвящена зомби-апокалипсису и навеяна сериалом «Ходячие мертвецы», откуда она позаимствовала строки из сценария и названия эпизодов. Айлиш пробовала себя в актёрских пробах, но они ей не нравились, зато она с удовольствием записывала фоновые реплики для массовки в таких фильмах, как «Дневник слабака», «Рамона и Бизус» и серии «Люди Икс». Также она занималась танцами, но в 2016 году травма хрящевой пластинки роста положила конец её танцевальной карьере, после чего она сосредоточилась на музыке.

## Карьера

### 2015—2017:Don’t Smile at Me
В 2015 году 13-летняя Билли начала работать над песнями вместе с братом, который к тому времени уже несколько лет писал музыку, занимался продюсированием и играл в собственной группе. Первыми записанными ими композициями стали «She's Broken» (авторства Финнеаса) и «Fingers Crossed» (написанная самой Билли). Как позже вспоминала певица, они выложили эти треки на SoundCloud просто ради интереса.
18 ноября 2015 года Айлиш выпустила песню «Ocean Eyes», написанную, сведённую и спродюсированную Финнеасом. Изначально он создал её для своей группы The Slightlys, но затем решил, что вокал Билли подходит треку лучше. Поводом для записи стала просьба её преподавателя танцев Фреда Диаса, которому нужна была музыка для постановки. Брат и сестра загрузили композицию на SoundCloud, чтобы Диас мог скачать её. Успех оказался неожиданным: за две недели песня набрала сотни тысяч прослушиваний, после чего менеджер Финнеаса Дэнни Рукасин связался с ним, чтобы обсудить потенциал Билли. Рукасин был уверен, что при поддержке брата она сможет добиться большого успеха.
В январе 2016 года Финнеас и его менеджер заключили сделку, по которой Apple Music подписала Билли с A&R-компанией Platoon, специализирующейся на продвижении начинающих артистов до заключения контракта с крупным лейблом. Вскоре у Айлиш появился агент по рекламе, который познакомил её с модным домом Chanel, а также стилист, помогавший формировать её имидж. 24 марта 2016 года на YouTube-канале певицы вышел клип на «Ocean Eyes», снятый Меган Томпсон. Песня и сама Билли получили поддержку со стороны медиа, радиостанций и музыкальных продюсеров, включая Beats 1, KCRW, BBC One, Зейна Лоу, Джейсона Крамера, Энни Мак и Криса Дуридаса.

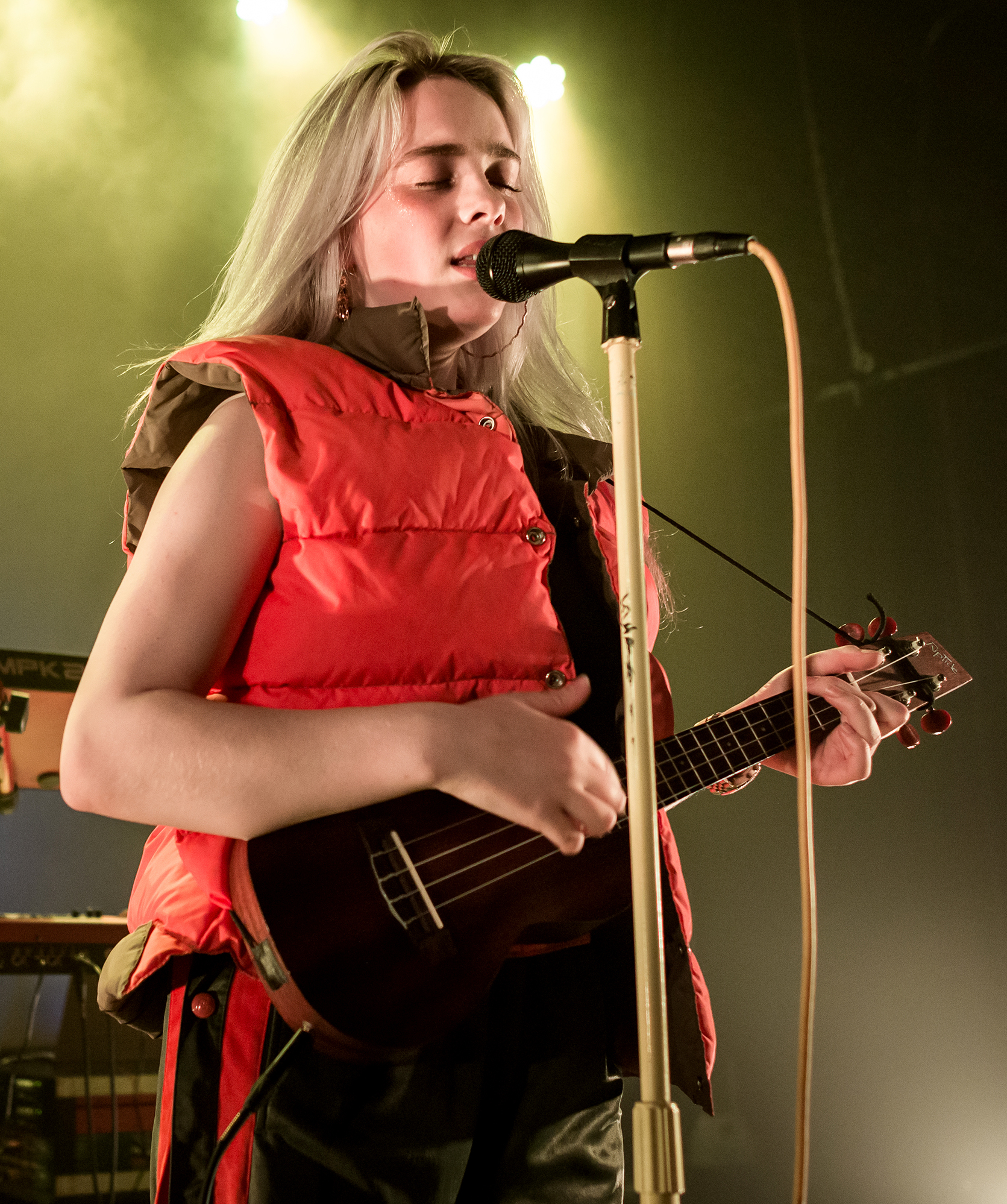
Выступление Айлиш в августе 2017 года

23 июня 2016 года Айлиш и Финнеас выпустили второй сингл — «Six Feet Under», а неделю спустя представили самодельный клип, снятый Билли и смонтированный её матерью Мэгги Бэрд. В августе того же года Джастин Люблинер, ещё в 2015 году отметивший талант певицы после прослушивания «Ocean Eyes», подписал её на Darkroom и Interscope Records. Он разработал стратегию её продвижения, вдохновляясь подходом, который использовали в хип-хопе Трэвис Скотт и Chance the Rapper — без ставки на один главный сингл, но с акцентом на создание узнаваемого образа и эстетики. 17 и 18 ноября 2016 года Darkroom и Interscope перевыпустили «Six Feet Under» и «Ocean Eyes» в цифровом формате, а 22 ноября на YouTube появился клип с танцевальной постановкой на «Ocean Eyes».
14 января 2017 года Айлиш выпустила мини-альбом с ремиксами на «Ocean Eyes» от Astronomyy, Blackbear, Goldhouse и Cautious Clay, а затем — аналогичный EP для «Six Feet Under» с версиями от Blu J, Gazzo, Jerry Folk и Aire Atlantica. После успеха ремиксов 24 февраля вышел сингл «Bellyache», клип на который был представлен 22 марта. 30 марта Билли выпустила песню «Bored» для саундтрека сериала Netflix «13 причин почему»; видеоклип на неё появился 26 июня. В том же месяце Apple Music включил её в число участников фестиваля South by Southwest. 30 июня вышел сингл «Watch», а 14 июля — «Copycat», одновременно с анонсом дебютного мини-альбома Don't Smile at Me. Вскоре были выпущены ещё два трека: «Idontwannabeyouanymore» и «My Boy». Сам EP вышел 11 августа 2017 года и стал «тёмной лошадкой», добравшись до 14-го места в Billboard 200. В октябре Билли отправилась в тур в его поддержку, а 10 ноября выпустила на SoundCloud песню «Bitches Broken Hearts».
Команда Айлиш активно сотрудничала со Spotify, который включил её в свой самый популярный плейлист «Today's Top Hits». Издание The Baffler позже охарактеризовало её звучание как часть жанра «streambait» — меланхоличный поп в среднем темпе с закосом под Лану Дель Рей, чьи вокальная манера, мрачная эстетика и хип-хоп-биты во многом сформировали этот стиль. Благодаря продвижению на Spotify коммерческий успех Билли значительно вырос. В сентябре 2017 года Apple Music назвал её артисткой месяца в рамках программы Up Next, выпустив документальный фильм, концертный EP и интервью с Зейном Лоу на радио Beats 1. Тогда же вышел мини-альбом Up Next Session: Billie Eilish. 15 декабря Айлиш представила совместный трек с рэпером Винсом Стейплсом — «&Burn», ремикс на «Watch», вошедший в расширенное издание альбома Don't Smile at Me.

### 2018—2020:When We All Fall Asleep, Where Do We Go?

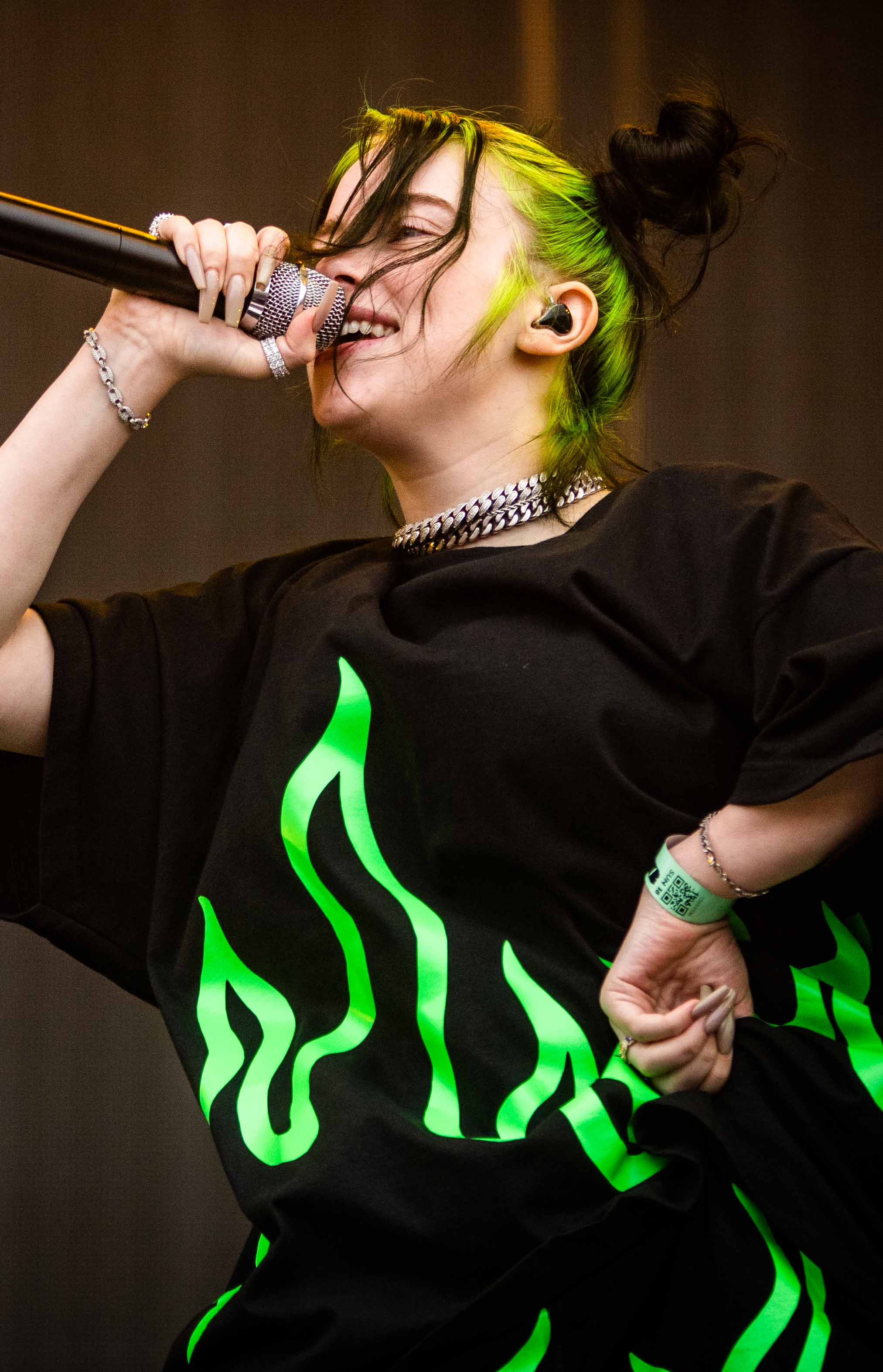
Айлиш на фестивале «Пуккельпоп» в 2019 году

В феврале 2018 года Айлиш отправилась во второй сольный концертный тур под названием Where’s My Mind Tour, завершившийся в апреле того же года. 30 марта 2018-го состоялся мировой релиз её песни «Bitches Broken Hearts». В рамках Дня магазинов грамзаписи артистка выпустила композицию «Party Favor» на розовой виниловой пластинке, а на обратной стороне разместила кавер на «Hotline Bling» Дрейка. 19 апреля вышел её совместный сингл с Халидом «Lovely», вошедший в саундтрек второго сезона сериала «13 причин почему». В июле Айлиш представила трек «You Should See Me in a Crown» и выступила на Mo Pop Festival.
В день релиза сингла «When the Party’s Over», Билли приняла участие в рубрике Vanity Fair «73 вопроса», где Джо Сабиа провёл с ней повторное интервью, сопоставив его с записью 2017 года. Это позволило наглядно показать её творческий рост за год. В октябре 2018-го она подписала контракт с Next Management для сотрудничества в сфере моды и красоты, а в ноябре вошла в список 30 до 30 по версии Forbes. Тогда же вышел её праздничный сингл «Come Out and Play», созданный для рекламной кампании Apple.
В начале января 2019 года её мини-альбом Don't Smile at Me достиг миллиарда стримов на Spotify, сделав Айлиш самым молодым исполнителем с таким результатом. В том же месяце она выпустила «Bury a Friend» — третий сингл с будущего дебютного альбома When We All Fall Asleep, Where Do We Go?, а также песню «When I Was Older», вдохновлённую фильмом «Рома». В феврале YouTube представил мини-сериал A Snippet Into Billie's Mind, посвящённый творчеству певицы. 4 марта вышел четвёртый сингл с альбома — «Wish You Were Gay».
Альбом When We All Fall Asleep, Where Do We Go? был выпущен 29 марта 2019 года. Spotify организовал масштабную рекламную кампанию, включившую плейлист с мультимедийным контентом, эксклюзивные материалы и поп-ап инсталляцию в Лос-Анджелесе, где фанаты могли погрузиться в мультисенсорное восприятие каждой композиции. Пластинка дебютировала на первом месте в чартах Billboard 200 и UK Albums Chart, сделав Айлиш первым исполнителем, родившимся в 2000-х, возглавившим американский чарт, а также самой молодой артисткой, добившейся такого результата в Великобритании. При этом она установила рекорд по количеству одновременно попавших в Hot 100 песен среди женщин — 14 треков из альбома вошли в чарт. Пятый сингл «Bad Guy» вышел вместе с альбомом, а его ремикс с Джастином Бибером был выпущен в июле. В августе эта композиция достигла вершины Billboard Hot 100, прервав 19-недельное лидерство «Old Town Road» Lil Nas X. Билли стала первым исполнителем 2000-х годов и самым молодым артистом со времён Лорд (с синглом «Royals»), возглавившим этот чарт.

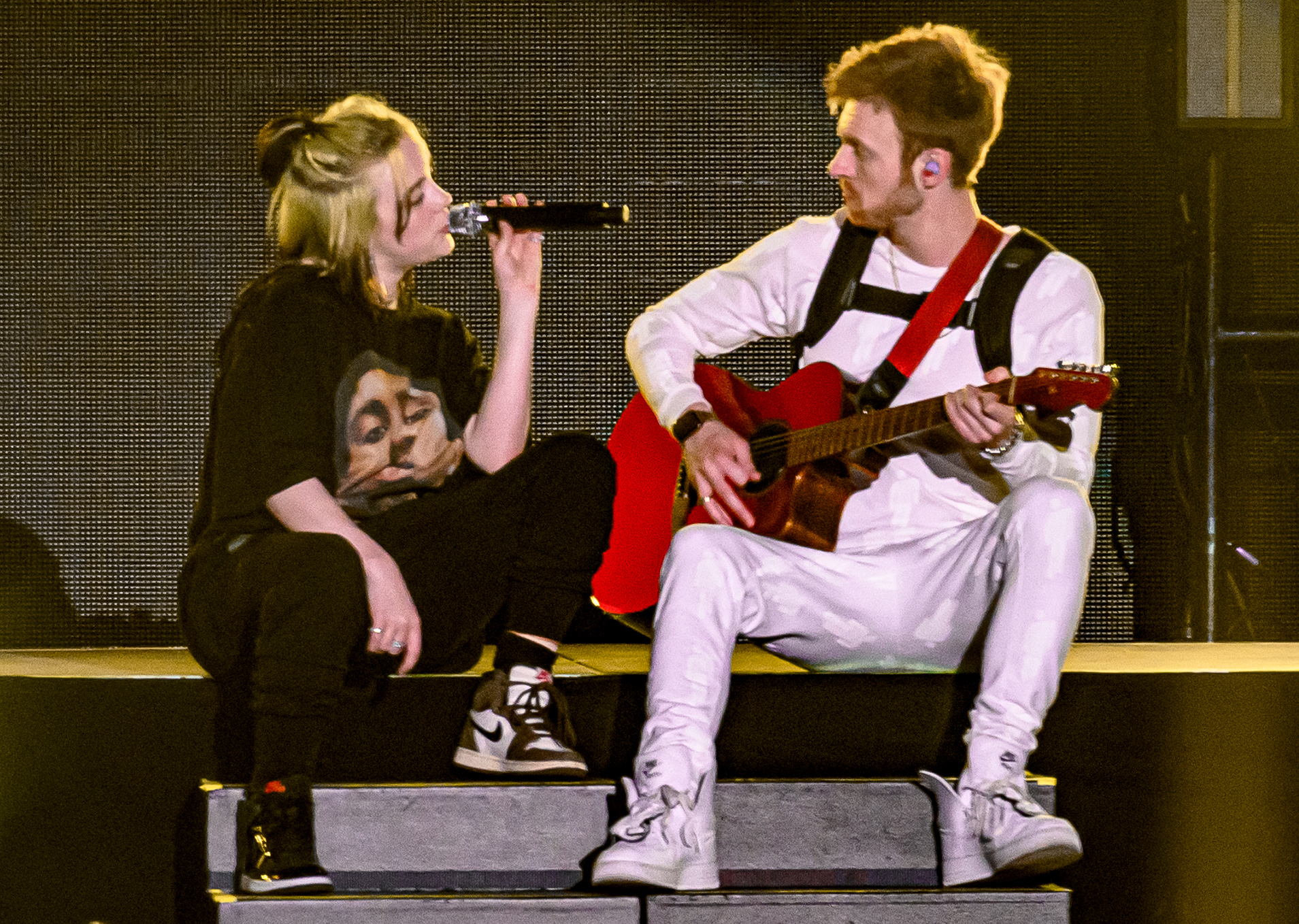
Айлиш с братом и коллегой по написанию песен Финнеасом О’Коннеллом в 2020 году

В апреле 2019 года Айлиш начала свой тур When We All Fall Asleep Tour на фестивале «Коачелла», завершив его 17 ноября того же года в Мехико. В августе она сотрудничала с Apple Music в рамках проекта Music Lab: Remix Billie Eilish, где фанаты могли разобрать её песню «You Should See Me In A Crown» и научиться создавать собственные ремиксы с помощью GarageBand. 27 сентября 2019 года Айлиш анонсировала мировой тур Where Do We Go?, стартовавший 9 марта 2020 года в Майами. Однако после трёх концертов тур пришлось прервать из-за пандемии COVID-19, хотя изначально его завершение планировалось в Джакарте 7 сентября.  
7 ноября 2019 года лейбл Third Man Records объявил о выпуске акустического альбома с записью выступления Айлиш в Blue Room, доступного исключительно на виниле в магазинах лейбла в Нашвилле и Детройте. 13 ноября вышел её новый сингл «Everything I Wanted», а уже 20 ноября она получила шесть номинаций на «Грэмми», включая «Запись года» и «Песня года» за «Bad Guy», а также «Альбом года» и «Лучший новый исполнитель». В 17 лет она стала самой молодой исполнительницей, номинированной во всех четырёх основных категориях. В том же месяце Айлиш была названа «Женщиной года» по версии Billboard.  
14 января 2020 года стало известно, что Айлиш исполнит заглавную тему для 25-го фильма о Джеймсе Бонде — «Не время умирать», написанную и спродюсированную вместе с братом. Это сделало её самым молодым автором и исполнителем саундтрека к бондиане. Песня «No Time To Die» возглавила британский чарт, став второй в истории темой Бонда на первом месте и первой, исполненной женщиной. На 62-й церемонии «Грэмми» Айлиш установила рекорд, став самым молодым обладателем наград в четырёх главных категориях.  
Во время пандемии Билли и её брат выступили на благотворительных онлайн-концертах Living Room Concert for America и Together at Home; на последнем они исполнили кавер на песню «Sunny». 10 апреля 2020 года «Ilomilo» был выпущен в качестве седьмого и последнего сингла с альбома When We All Fall Asleep, Where Do We Go?. 30 июля вышел её новый трек «My Future» с анимированным клипом. В 2020 году Айлиш стала самой молодой участницей списка Forbes Celebrity 100 с доходом в $53 миллиона, а в сентябре выпустила линейку укулеле в коллаборации с Fender.  

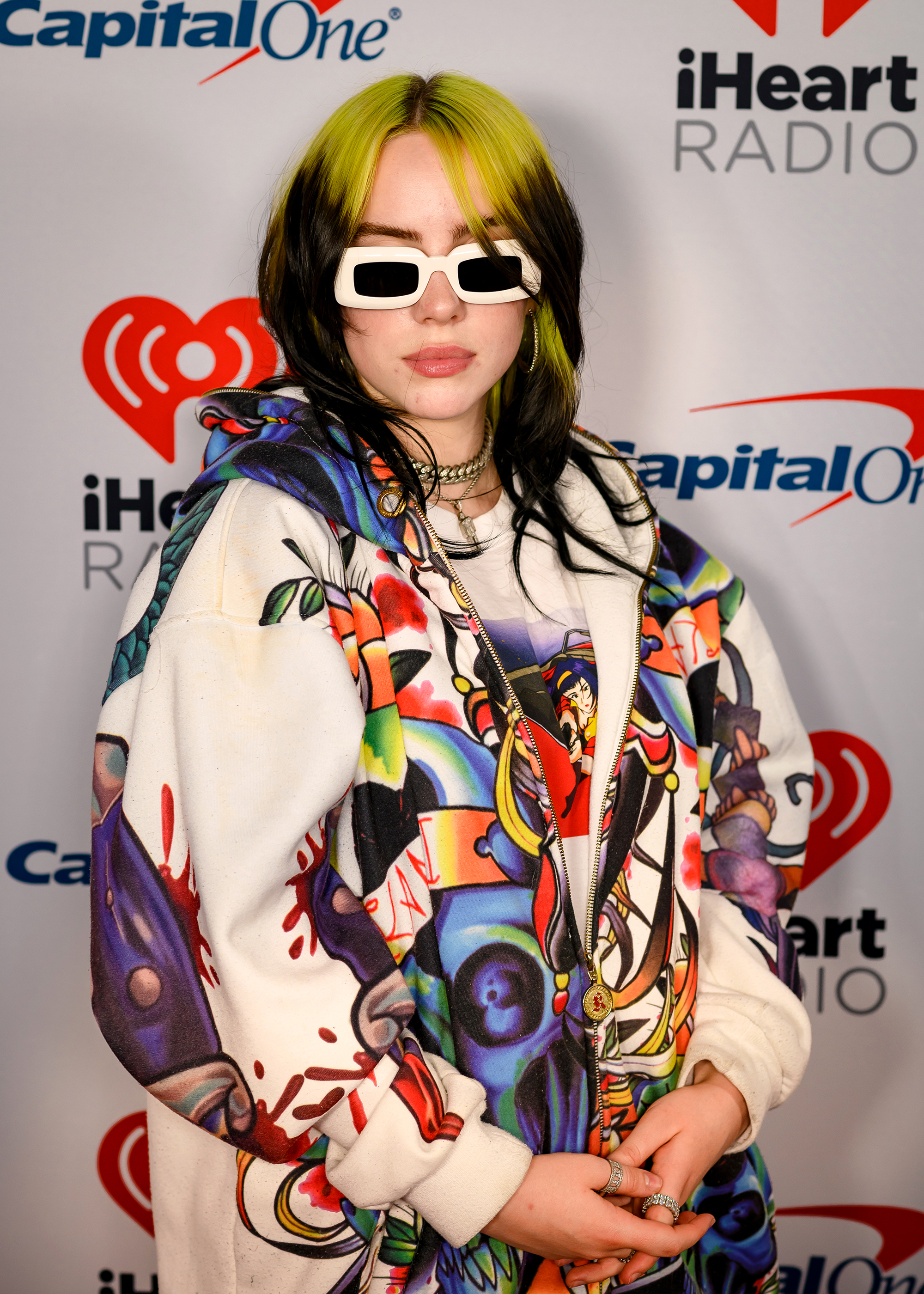
Айлиш на концерте ALTer EGO в январе 2020 года

В октябре 2020 года она анонсировала онлайн-концерт Where Do We Go? The Livestream, средства от мерча которого были направлены в помощь работникам сферы мероприятий, пострадавшим из-за пандемии. В интервью Vanity Fair Айлиш упомянула, что работает над шестнадцатью новыми песнями, намекая на грядущий релиз. 24 октября она получила три награды Billboard Music Awards из 12 номинаций, включая «Лучшая певица» и «Лучший альбом Billboard 200». Тогда же был анонсирован сингл «Therefore I Am», вышедший 12 ноября. В декабре Айлиш исполнила эту песню и «My Future» на ежегодном концерте Jingle Ball.

### 2021—2023:Happier Than EverиGuitar Songs
В январе 2021 года вышел сингл «Lo Vas a Olvidar», записанный Айлиш совместно с Розалией для саундтрека к сериалу «Эйфория» от HBO. Релиз состоялся почти через два года после первого анонса песни. В том же месяце на Apple TV+ и в ограниченном прокате появился документальный фильм «Билли Айлиш: Слегка размытый мир», снятый режиссёром Ар Джеем Катлером. Картина получила высокие оценки критиков и поклонников за откровенный взгляд на личную жизнь певицы в период её восхождения к славе. На 63-й церемонии «Грэмми» Айлиш получила две награды: за «Лучшую песню, написанную для визуальных медиа» (саундтрек к фильму о Джеймсе Бонде) и «Запись года» за композицию «Everything I Wanted». В благодарственной речи она заявила, что «заслуживала победы» Megan Thee Stallion, но всё же поблагодарила поклонников и своего брата за награду.
В 2021 году Айлиш выпустила авторский фотоальбом By — Billie Eilish, в котором собрала кадры, раскрывающие её жизнь на сцене и за её пределами. 27 апреля того же года она объявила в Instagram о выходе второго студийного альбома Happier Than Ever, релиз которого состоялся 30 июля. Песни с пластинки стали доступны для предпрослушивания в Apple Music. Альбом выпустили в различных форматах, включая коллекционные винилы и кассеты. До его выхода были представлены пять синглов: «My Future», «Therefore I Am», «Your Power», «Lost Cause» и «NDA», а также заглавный трек. 2 декабря Айлиш анонсировала экологичную ограниченную версию альбома на виниле, изготовленном из переработанных материалов. Этот вариант можно было приобрести только в некоторых бутиках Gucci по всему миру — в комплекте шли наклейки для ногтей с символикой бренда, разработанные креативным директором Алессандро Микеле. Для продвижения альбома певица сотрудничала с Disney+, выпустив концертный фильм «Happier Than Ever: Любовное письмо Лос-Анджелесу» (сентябрь 2021), а в феврале 2022 отправилась в тур Happier Than Ever, The World Tour, завершившийся в апреле 2023 года.
В июне 2021 года Айлиш столкнулась с критикой из-за давнего видео, где она имитировала оскорбительное слово в адрес азиатов, синхронизируя губами песню «Fish» Tyler, the Creator. Также обсуждались расистские и гомофобные высказывания её предполагаемого тогдашнего парня, Мэттью Тайлера Ворса. Другой повод для дискуссий — обвинения в квирбейтинге после публикации «I love girls» в описании клипа «Lost Cause». 22 июня Айлиш принесла извинения в Instagram-сториз, объяснив, что не знала значения оскорбительного термина в подростковом возрасте, а также отвергла обвинения в насмешке над азиатским акцентом, заявив, что просто «говорила глупым бессвязным голосом». В июльском интервью того же года она призналась, что многие её прошлые высказывания больше не отражают её взглядов, и отметила, что «всё, что попадает в интернет, остаётся там навсегда».

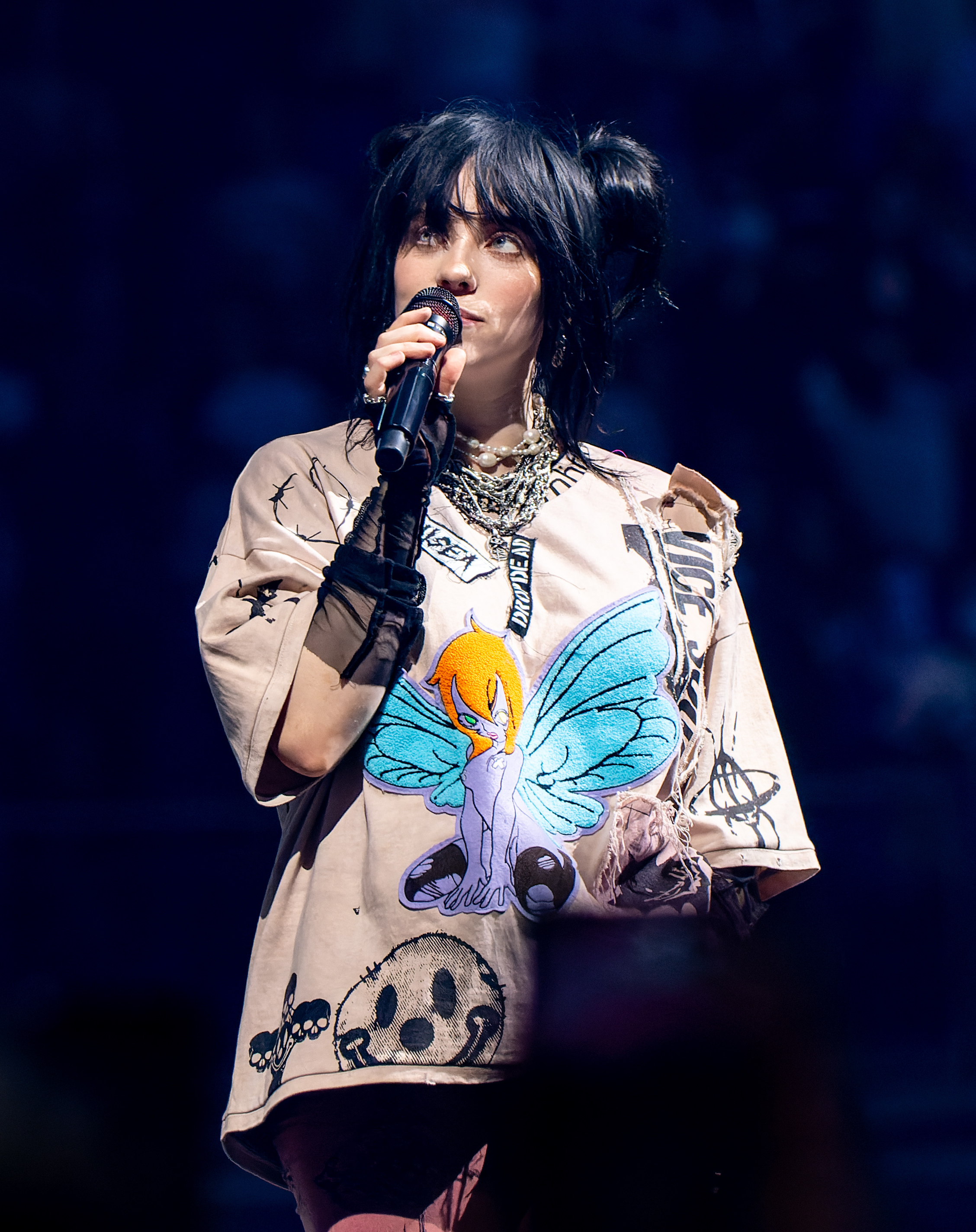
Айлиш во время мирового турне Happier Than Ever в 2022 году

В декабре 2021 Айлиш начала работу над материалом для третьего студийного альбома вместе с Финнеасом, а в июле 2022 в беседе с Зейном Лоу для Apple Music выразила надежду на активную запись в 2023 году. В 2022 году она получила «Оскар» за лучшую оригинальную песню — «No Time to Die» из одноимённого фильма о Джеймсе Бонде, став первым лауреатом, родившимся в XXI веке. Тогда же она установила рекорд как самый молодой хедлайнер в истории фестивалей «Гластонбери» и «Коачелла». В том же году вышел анимационный фильм Pixar «Я краснею», для которого Билли и Финнеас написали три песни — «Nobody Like U», «U Know What’s Up» и «1 True Love», исполненные в мультфильме вымышленной группой 4*Town.
В июне 2022 года во время выступления в Манчестере в рамках мирового тура Айлиш представила публике ранее не издававшуюся балладу «TV». В песне упоминается отмена решения по делу Роу против Уэйда, которое гарантировало право на аборт в США на конституционном уровне. Уже в следующем месяце, 21 июля, она неожиданно выпустила мини-альбом Guitar Songs, состоящий из двух композиций — «TV» и «The 30th». В интервью Зейну Лоу певица объяснила своё решение, отметив, что, хотя работа над её третьим студийным альбомом должна была начаться в ближайшее время, она не хотела ждать, чтобы включить эти песни в его трек-лист. Айлиш стремилась как можно скорее донести их посыл до слушателей, подчеркнув актуальность текстов: «Эти песни очень важны для меня сейчас, и я хотела, чтобы они прозвучали именно в этот момент». Ещё одной причиной стало её нежелание заниматься масштабной промокампанией — певица предпочла выпускать музыку так, как делала это в начале карьеры: исполняя новые треки на концертах, а затем публикуя их без активного маркетинга.  
Совместно с Apple Music Айлиш представила эксклюзивную запись одного из концертов тура Happier Than Ever, прошедшего в лондонской O2 Арене. По её словам, фильм создавался для тех поклонников, которые не смогли попасть на шоу, чтобы они тоже ощутили энергетику живого выступления. В декабре 2022 года в рамках тура состоялись три дополнительных концерта под названием Happier Than Ever, The Hometown Encore в Инглвуде.  
В 2023 году Айлиш дебютировала как актриса в эпизоде сатирического мини-сериала ужасов в жанре чёрной комедии «Рой» от Amazon Prime Video, сыграв Еву — лидера культа, вдохновлённого организацией NXIVM. Её исполнение получило положительные отзывы критиков. В том же году она написала песню «What Was I Made For?» для саундтрека к фильму «Барби». Как сообщала певица в соцсетях, идея трека возникла после просмотра рабочих материалов картины на этапе её производства. В 2024 году эта композиция получила «Оскар» за лучшую оригинальную песню и две «Грэмми» — в номинациях «Песня года» и «Лучшая песня для визуальных медиа». Она стала десятой в истории, удостоенной обеих наград, а Айлиш — самым молодым двукратным лауреатом «Оскара» в любой категории.  

### 2024—н.в.:Hit Me Hard and Soft
8 апреля 2024 года певица анонсировала третий студийный альбом Hit Me Hard and Soft, выпущенный 17 мая, а 29 апреля объявила о мировом туре в его поддержку, который проходит в Северной Америке, Океании и Европе с сентября 2024 по июль 2025 года. Тогда же стало известно, что она станет новым «приглашённым исполнителем» в игре Fortnite Festival, где будет доступен её игровой образ. Во время визита в Лондон, связанного с успехом альбома в Великобритании, Айлиш приняла участие в эпизоде юмористического шоу Chicken Shop Date с Амелией Димолденберг, который назвали «самым флиртливым», а также выступила в роли ведущей «Вечерней сказки» на детском канале CBeebies. В августе она поучаствовала в ремиксе на песню «Guess» с делюкс-версии альбома Brat Charli XCX, к которому был снят клип с образами из женского белья — все костюмы после съёмок передали в благотворительную организацию I Support the Girls. 11 августа 2024 года Айлиш исполнила «Birds of a Feather» на церемонии закрытия летних Олимпийских игр в Лонг-Бич, ознаменовавшей передачу эстафеты Лос-Анджелесу — столице Игр 2028 года.

## Анализ творчества

### Музыкальный стиль, написание песен и клипы
Айлиш обладает вокальным диапазоном сопрано. По словам Эйвери Стоуна из Vice, её вокал звучит «эфирно», а Мора Джонстон из Rolling Stone охарактеризовала его как «шепчущий». Дорин Сент-Феликс из The New Yorker отметила, что певица обладает «хрипловатым, слегка смазанным голосом, который может становиться тонким и звонким». Музыкальный критик Роберт Кристгау писал, что, хотя Айлиш в музыкальном и коммерческом плане относится к поп-исполнителям, её творчество также напоминает, насколько размытыми стали границы этого жанра. Он назвал её сопрано «слишком лёгким для вокальной виртуозности», добавив, что её «игривая версия подростково-готического ужаса» и «насыщенный электроникой дебютный альбом» привлекают разнообразную аудиторию. Её музыка сочетает элементы поп-музыки, дарк-попа, электропопа, эмо-попа, экспериментального попа, готик-попа, инди-попа, тин-попа, альт-попа и поп-рока. По мнению музыковеда Джессики Холмс, многие песни Айлиш связаны с её переживаниями о депрессии.

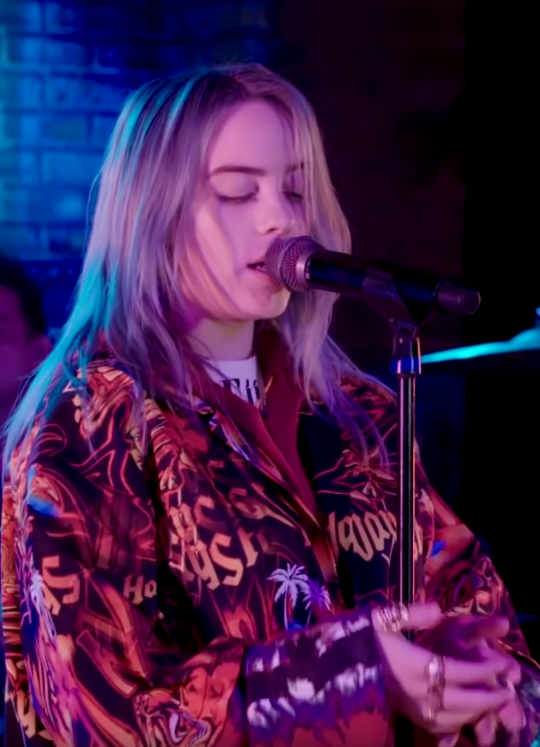
Выступление Айлиш для MTV в 2019 году

Айлиш и её брат Финнеас работают вместе над созданием песен. Финнеас пишет музыку для её альбомов, занимается продюсированием и участвует в живых выступлениях. Они любят придумывать вымышленные сюжеты и создавать персонажей, поэтому некоторые их песни носят откровенно фантазийный характер. В то же время, как отмечает сама Айлиш, часть композиций основана на их личном опыте. Они стремятся к тому, чтобы тексты звучали «естественно и разговорно», объясняя: «Мы стараемся говорить о вещах, которые не обязаны быть слишком глубокими, но если выразить их определённым образом, они приобретают новый смысл». Финнеас, в свою очередь, рассказывает, что при написании песен для сестры он стремится создавать то, что будет ей близко, с чем она сможет эмоционально соединиться. Когда они работают вместе, он помогает ей воплотить её идеи, предлагает варианты и подбирает слова, которые органично лягут на её манеру повествования.
Ещё в 14 лет Айлиш мечтала снимать клипы самостоятельно, но поначалу ей не предоставляли такой возможности из-за отсутствия опыта. Однако в 2019 году она дебютировала как режиссёр, сняв видео на свою песню «Xanny».

### Оказавшие влияние
Айлиш выросла на музыке The Beatles, Джастина Бибера, Green Day, The 1975, Arctic Monkeys, Linkin Park и Ланы Дель Рей. По её словам, случайно услышанная на YouTube песня Авроры «Runaway» вдохновила её заняться музыкой. Любимым жанром и главным источником вдохновения для неё стал хип-хоп.
Она не раз упоминала, что Мэтти Хили из The 1975 оказал на неё большое влияние: его концерт стал вторым в её жизни, и он во многом изменил её подход к написанию песен. Среди других ключевых музыкальных и стилевых ориентиров Айлиш называет Tyler, the Creator, Childish Gambino и Аврил Лавин. Также на её творчество повлияли Адель, Эрл Свэтшот, Джеймс Блейк, Эми Уайнхаус, Spice Girls, Лорд, Marina, Бритни Спирс, Тейлор Свифт, Ники Минаж, XXXTentacion и Twenty One Pilots. Певица также выражала восхищение группой Paramore, пригласив Хейли Уильямс выступить с ней на «Коачелле», где они исполнили акустическую версию «Misery Business» и песню «Happier Than Ever».
В одном из своих выступлений Айлиш назвала Рианну источником вдохновения для своего стиля, отметив, что мода для неё — это «защитный механизм». Кроме того, она признавала влияние Деймона Албарна, который изменил её взгляд на искусство и создание музыки.
В прессе Айлиш часто сравнивали с Аврил Лавин, Лорд и Ланой Дель Рей, хотя сама певица просила не проводить параллели с последней, подчёркивая, что Дель Рей создала безупречный образ, и такие сравнения неуместны. Она также отмечала, что альбом Арианы Гранде Thank U, Next (2019) вдохновил её продолжать заниматься музыкой.

## Публичный образ и признание

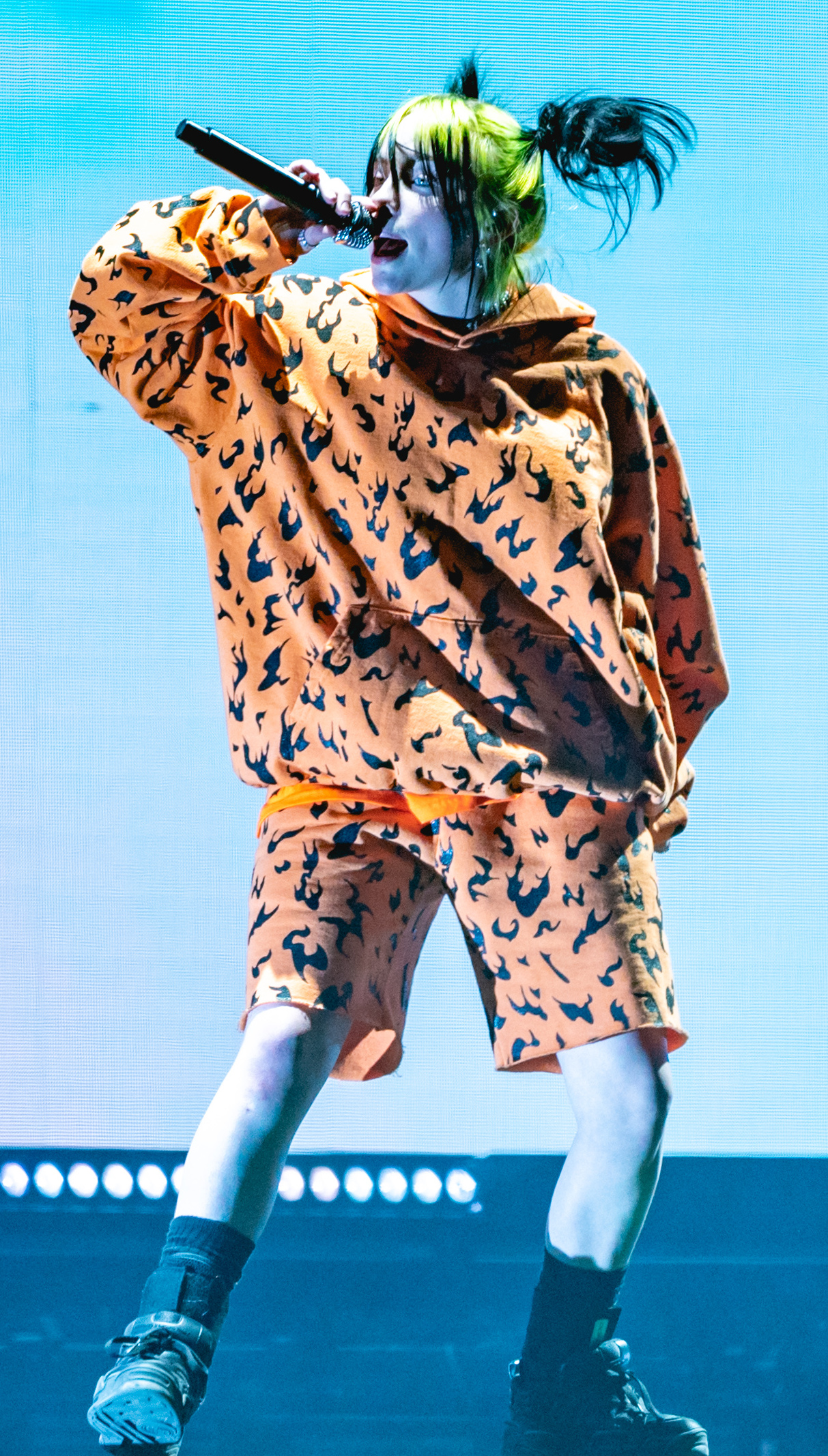
Выступление Айлиш в ноябре 2019 года в Corona Capital

Билли Айлиш получила множество наград, в том числе девять премий «Грэмми», две награды American Music Awards, пять MTV Europe Music Awards, шесть MTV Video Music Awards, две премии «Оскар», девятнадцать рекордов Книги рекордов Гиннесса, четыре Brit Awards и три Billboard Music Awards.
Она неоднократно попадала в престижные списки, включая обновлённый в 2023 году рейтинг Rolling Stone «200 величайших исполнителей всех времён» и список Time «Time 100 Next» за 2019 год. Айлиш стала самым молодым исполнителем, вторым в истории и первой женщиной-артисткой, одержавшей победу во всех четырёх главных категориях «Грэмми» — «Лучший новый исполнитель», «Запись года», «Песня года» и «Альбом года» — в один год. В 2022 году она получила «Оскар» за лучшую оригинальную песню к фильму «Не время умирать» из бондианы, став первым человеком, родившимся в XXI веке, удостоенным этой награды, и до сих пор остаётся единственным. В 2024 году она вновь победила в той же категории с песней «What Was I Made For?» из фильма «Барби» (2023), став самым молодым обладателем двух «Оскаров» в истории, а сама композиция — десятой в мире, получившей как «Оскар» за лучшую песню, так и «Грэмми» в категории «Песня года».

### Стиль
Значительная часть внимания СМИ к Айлиш связана с её стилем в одежде, который преимущественно состоит из мешковатых и овсерсайз-вещей. В 2017 году она призналась, что любит выходить за рамки комфорта в выборе нарядов, чтобы чувствовать, будто приковывает взгляды окружающих. Она стремится быть «не такой, как все» и одеваться вопреки общим трендам. Желая выглядеть запоминающейся, Айлиш отмечала, что таким образом доказывает свою значимость и предпочитает производить впечатление человека, которого стоит слушать. Однако в 2019 году она выразила недовольство тем, что её образ стал ассоциироваться исключительно с чем-то «жутким и странным», подчеркнув, что не хочет застревать в одном амплуа.
В мае 2019 года Айлиш снялась в рекламе Calvin Klein, где объяснила, что выбирает свободную одежду, чтобы избежать осуждения своей фигуры. В марте 2020 года во время концерта в Майами в рамках тура Where Do We Go? она представила короткометражный фильм Not My Responsibility, посвящённый проблеме бодишейминга, который позже был опубликован на её YouTube-канале.
В июне 2021 года Билли Айлиш появилась на обложке British Vogue в образе, сфокусированном на корсетах и нижнем белье, а также впервые посетила Met Gala в платье Oscar de la Renta, причём модельный дом согласился на её условие отказаться от использования натурального меха. Несмотря на вдохновение оригинальной куклой Барби, критики отметили сходство её образа со стилем Мэрилин Монро эпохи 1950-х годов.

### Продукция и сотрудничество
В апреле 2019 года Айлиш выпустила коллекцию одежды в сотрудничестве с Такаси Мураками, вдохновлённую её клипом на песню «You Should See Me in a Crown», который также был снят и анимирован Мураками. Помимо этого, был выпущен ограниченный тираж виниловой фигурки певицы, созданной по мотивам этого видео. В том же месяце Айлиш совместно с Adobe Creative Cloud запустила серию рекламных роликов, а также конкурс художественных работ в социальных сетях, где участники публиковали свои творения с хештегом #BILLIExADOBE.  
В мае 2019 года певица приняла участие в дебютной рекламной кампании Calvin Klein #MyCalvins, а также поддержала инициативу Ad Council Seize the Awkward, направленную на повышение осведомлённости о психическом здоровье. В июле того же года она стала лицом осенней рекламной кампании MCM Worldwide, а затем выпустила совместную коллекцию с лос-анджелесским брендом Freak City. Кроме того, в этом месяце Айлиш выступила на ужине, организованном Chanel на острове Шелтер-Айленд в честь открытия временного яхт-клуба бренда.  
В ноябре 2021 года певица представила собственный парфюмерный бренд Eilish, продукция которого является веганской и не тестируется на животных. А в октябре 2024 года она совместно с Converse выпустила ограниченную коллекцию Converse x Billie Eilish By You, где покупатели могли кастомизировать кеды Chuck Taylor текстами из её песен.

## Активизм

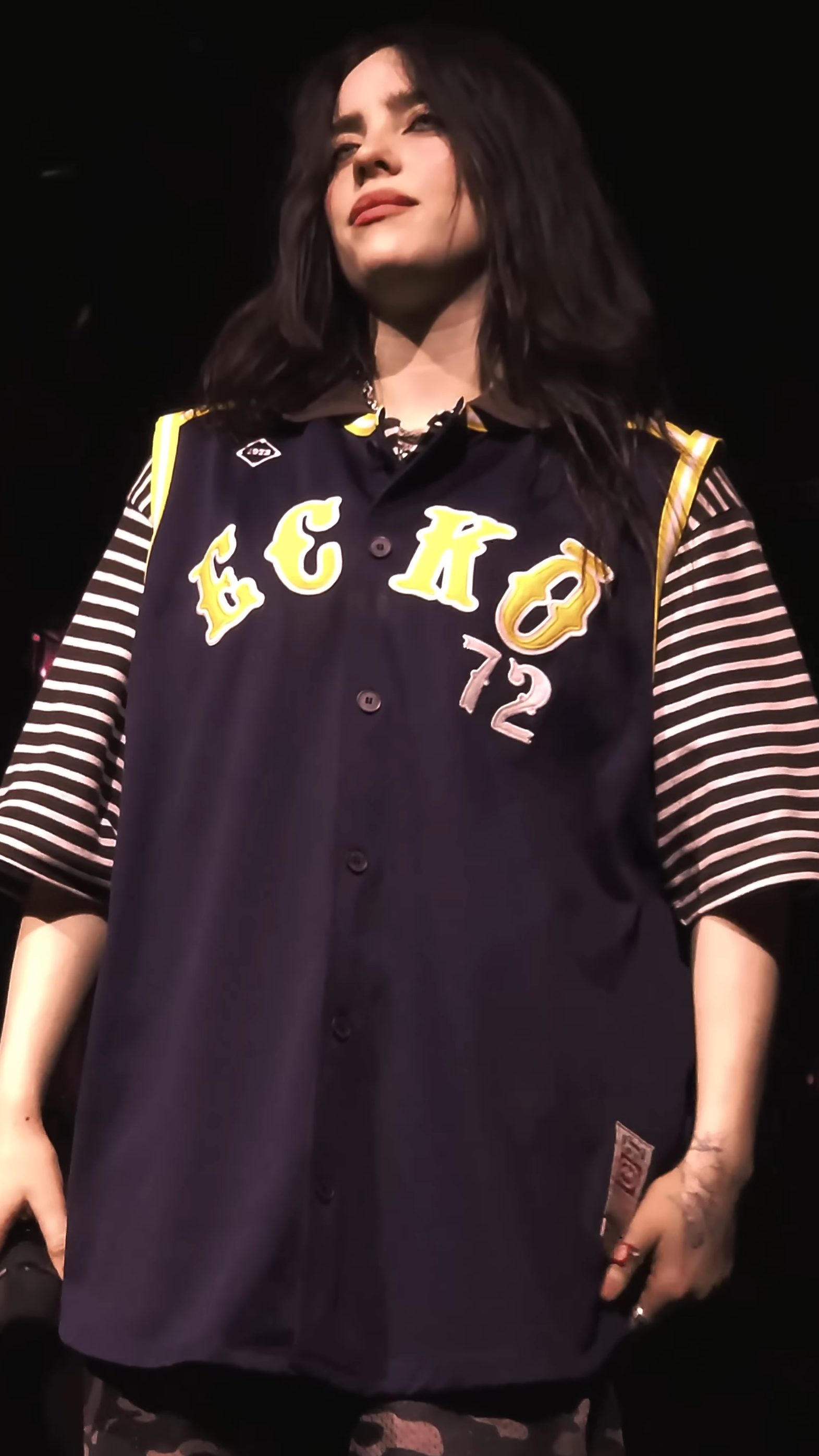
Айлиш на концерте в Инглвуде в январе 2025 года

Айлиш известна активной гражданской позицией и неоднократно высказывалась по различным политическим вопросам. Она уделяет особое внимание экологическим проблемам, включая изменение климата. Среди её инициатив — подписание открытого письма к мировым лидерам с призывом бороться с бедностью, вызванной климатическими изменениями, участие в рекламной кампании, побуждающей молодёжь использовать технологии для защиты окружающей среды, а также организация шестидневного климатического семинара Overheated в Лондоне, где обсуждались устойчивая мода и молодёжный активизм. Её сингл 2019 года «All the Good Girls Go to Hell» и клип к нему затрагивают тему климатического кризиса, используя библейские образы для критики бездействия перед угрозой повышения уровня моря. Кроме того, она разрешила организации CoralWatch использовать её песню «Ocean Eyes» в кампании по защите Большого Барьерного рифа. В 2023 году Айлиш заявила, что отказывается от перелётов на частных самолётах и участвовала в создании Music Decarbonization Project организации REVERB, направленного на сокращение углеродного следа в музыкальной индустрии, используя солнечные батареи для освещения сцены.
Айлиш регулярно выступает в защиту прав животных и поддерживает веганство, критикуя молочную промышленность, производство норкового меха и шерсти. В 2019 году она получила награду PETA «Лучший голос для животных» за свою онлайн-активность.
Певица также активно поддерживает права женщин. В 2020 году она выпустила короткометражный фильм Not My Responsibility как ответ на бодишейминг в её адрес и двойные стандарты в отношении женской внешности. В интервью Variety в 2023 году она подчеркнула важность бодипозитива для женщин, отвергнув утверждения о том, что мужчины сталкиваются с аналогичной критикой. Её сингл 2021 года «Your Power» посвящён проблеме сексуальной эксплуатации молодых женщин со стороны влиятельных мужчин. Айлиш поддерживает движение за право на аборт в США и выразила возмущение, когда в Техасе ужесточили соответствующее законодательство. Во время выступления на фестивале «Гластонбери» в 2022 году она исполнила «Your Power» в знак протеста против отмены решения по делу Роу против Уэйда, назвав этот день «очень тёмным для женщин в США». Тема отмены абортов также отражена в её треке «TV», написанном после утечки проекта решения Верховного суда.
В марте 2020 года Айлиш призвала поклонников зарегистрироваться для участия в президентских выборах в США. В августе того же года она выступила на съезде Демократической партии и поддержала Джо Байдена. Будучи противницей Дональда Трампа, певица попала в список «нежелательных» звёзд, которых не хотели допускать к государственным рекламным кампаниям. В этот список также попали Джонни Депп, Дженнифер Лопес, Джастин Тимберлейк и Кристина Агилера.
В 2022 году во время российского военного вторжения на Украину, Айлиш поддержала украинцев и призвала людей со всего мира распространять информацию о том, что происходит на Украине. На церемонии вручения «Оскаров» в 2024 году певица надела значок Artists4Ceasefire в знак поддержки прекращения огня в войне в Газе. В сентябре 2024 года она вместе с братом Финнеасом публично одобрила кандидатуру Камалы Харрис на президентских выборах.

## Личная жизнь
Билли Айлиш жила с родителями в районе Лос-Анджелеса Хайленд-Парк до 2019 года, после чего переехала. В возрасте 11 лет у неё диагностировали синдром Туретта. Также у неё есть синестезия, и в прошлом она сталкивалась с депрессией. Айлиш рассказывала, что в детстве пережила сексуальное насилие.
С детства она придерживалась вегетарианства, а позже перешла на веганство.
Исполнительница идентифицирует себя как квир-персона. С 2018 по 2019 год она встречалась с рэпером Брэндоном Адамсом, известным под псевдонимом 7:AMP. Затем с 2021 по 2022 год её партнёром был актёр Мэттью Тайлер Ворс. С октября 2022 по май 2023 года она состояла в отношениях с певцом Джесси Резерфордом. В 2024 году Айлиш заявила: «Я бы хотела, чтобы никто ничего не знал ни о моей сексуальности, ни о моей личной жизни. Никогда, никогда, никогда. И надеюсь, что так и будет. Я больше никогда не буду говорить ни о своей ориентации, ни о том, с кем встречаюсь».
В одном из выпусков подкаста Me & Dad Radio в 2020 году она рассказала: «В детстве я была очень религиозной, хотя для этого не было никаких причин. Моя семья никогда не была религиозной, я не знала никого, кто бы верил. Но по какой-то причине маленькой девочкой я была невероятно набожной... А потом в какой-то момент всё просто исчезло, и я стала почти антирелигиозной — опять же без причины». Этот опыт, по её словам, сделал её более открытой к другим религиям. О своих взглядах Айлиш говорила: «Я не то чтобы не верю, но и не верю. Я занимаю нейтральную позицию. Я открыта практически для любых убеждений... Мне нравится сама идея существования Бога. Так почему бы и нет? Откуда мне знать? Я не могу утверждать, что знаю. Никто не знает».

## Дискография
Мини-альбомы
- Don’t Smile at Me (2017)
- Guitar Songs (2022)

Студийные альбомы
- When We All Fall Asleep, Where Do We Go? (2019)
- Happier Than Ever (2021)
- Hit Me Hard and Soft (2024)

## Туры
В качестве хедлайнера
- Don’t Smile at Me Tour (2017)
- Where’s My Mind Tour (2018)
- 1 by 1 Tour (2018—2019)
- When We All Fall Asleep World Tour (2019)
- Where Do We Go? World Tour (2020)
- Happier Than Ever, The World Tour (2022—2023)
- Hit Me Hard and Soft: The Tour (2024—2025)

На разогреве
- High as Hope Tour (Florence and the Machine) (2018—2019)[246]

## Фильмография
| Год  | Название                                         | Роль | Примечание                                                 |
| ---- | ------------------------------------------------ | ---- | ---------------------------------------------------------- |
| 2020 | Не моя ответственность                           | Себя | Короткометражка; также сценарист и продюсер                |
| 2020 | Coachella: 20 Years in the Desert                | Себя | Документальный фильм                                       |
| 2021 | Билли Айлиш: Слегка размытый мир                 | Себя | Документальный фильм                                       |
| 2021 | Happier Than Ever: Любовное письмо Лос-Анджелесу | Себя | Концертный фильм                                           |
| 2022 | Симпсоны: Когда Билли встретила Лизу             | Себя | Озвучка; шестой короткометражный фильм франшизы «Симпсоны» |

| Год  | Название                 | Роль    | Примечание                                         |
| ---- | ------------------------ | ------- | -------------------------------------------------- |
| 2019 | Saturday Night Live      | Себя    | Эпизод: "Woody Harrelson/Billie Eilish"            |
| 2020 | Justin Bieber: Seasons   | Себя    | Эпизод: "The Finale"                               |
| 2021 | Saturday Night Live      | Себя    | Эпизод: "Billie Eilish"                            |
| 2022 | Улица Сезам              | Себя    | Эпизод: "Elmo's Number Adventure"                  |
| 2023 | Рой                      | Ева     | Эпизод: "Убегая в страхе"                          |
| 2023 | Saturday Night Live      | Herself | Эпизод: "Kate McKinnon/Billie Eilish"              |
| 2024 | CBeebies Bedtime Stories | Herself | Эпизод: "Billie Eilish — This Moose Belongs to Me" |
| 2024 | Saturday Night Live      | Herself | Эпизод: "Michael Keaton/Billie Eilish"             |